# Орлица (метох)
Вижте пояснителната страница за други значения на Орлица.
Орлица е действащ метох на Рилския манастир край град Рила.

## Местоположение
Намира се в Северозападна Рила, на десния бряг на река Рила (Рилска река). Отстои на около 2,5 километра източно от град Рила и на 18 км западно от Рилския манастир. Изграден е върху полегат склон с наклон на юг.

## История
Според описанието на Рилския манастир от Неофит Рилски в метоха е била запазена така наречената Хрельова магерница (т.е. помещение, именувано в чест на средновековния Хрельо войвода, в религиозна сграда в което хранителните продукти биват съхранявани и приготвяни). Тази постройка съществува и до днес. Представлява двуетажна сграда с изба на долното ниво и голямо помещение с манастирска куполна магерница в единия ъгъл. Достъпна е през чардак. Архитектурата на сградата категорично разкрива нейния средновековен предосмански произход, което потвърждава написаното от Неофит Рилски в средата на ХІХ век, че тя датира от 1330-те години.
От онзи период са и някои зидове, вградени в по-късните метошки строежи. Такива има в северния външен зид на църквата и в източния край от приземието на монашеския корпус. Но от там нагоре тези 2 сгради са надстроени в сегашния си вид съответно през 1478 година и ХVІ – ХVІІІ век. Останалите метошки постройки са вече от ХІХ век.
В метоха през 1469 г. пренощува тържествената процесия с тленните останки на Свети Йоан Рилски, пренасяла ги от Търново към Рилски манастир.

## Архитектура
Метохът представлява комплекс с трапецовидна форма, затворен от повечето страни със сгради, а от останалите с каменни оградни зидове. Особено внушителен е укрепеният му вид откъм шосето, с високо издигнатите южни зидове на разположените надлъж покрай него жилищни постройки и с главния вход в ансамбъла, оформен в подлез под охраняващата го стражница.
Състои се от няколко сгради. Църквата „Св. св. Петър и Павел“ е малка, еднокорабна култова сграда, построена е през 1478 г. върху части от зидове от по-ранно време, изографисана през 1478 г. и цялостно през 1491 г. През 1863 г. е изписана наново от Никола Образописов – художник от Самоковската живописна школа, като са запазени част от средновековните стенописи (над входа и в апсидата).
Някогашната гостоприемница е издигната от протосеваст Хрельо не по-късно от 1335 година, преградена е през ХVІІ век на 2 части – магерница и трапезария, жилищен монашески корпус от ХVІІ век, с видими части от смесени зидарии от българското средновековие и стопански сгради от ХІХ век.

## Други
В двора на метоха е запазена над 300-годишна лоза. Тук са заснети част от сцените от филма „Козият рог“.